# Peleteria manomera
Peleteria manomera är en tvåvingeart som beskrevs av Chao 1982. Peleteria manomera ingår i släktet Peleteria och familjen parasitflugor. Inga underarter finns listade i Catalogue of Life.